# مسجد جامع هونجان
مسجد جامع هونجان مربوط به دوره قاجار است و در شهرستان شهرضا، بخش مرکزی، دهستان اسفرجان، روستای هونجان، محله قدیم هونجان واقع شده و این اثر در تاریخ ۲۲ آبان ۱۳۸۶ با شمارهٔ ثبت ۱۹۸۷۵ به‌عنوان یکی از آثار ملی ایران به ثبت رسیده است.